# هيلدا تومسون
هيلدا تومسون (26 مارس 1919 بويلينغتون في نيوزيلندا - 16 يونيو 2004 بملبورن في أستراليا) (بالإنجليزية: Hilda Thompson)‏ هي لاعبة كريكت نيوزلندية. شاركت مع منتخب نيوزيلندا الوطني للكريكت.

## وصلات خارجية
- هيلدا تومسون على موقع إي آس بي آن كريك إنفو (الإنجليزية)